# Anhiers

Anhiers este o comună în departamentul Nord, Franța. În 1 ianuarie 2022 avea o populație de 895 de locuitori.